# (3599) Басов
(3599) Басов (лат. Basov) — типичный астероид главного пояса, открыт 8 августа 1978 года советским астрономом Николаем Черных в Крымской астрофизической обсерватории и 1 сентября 1993 года назван в честь советского и российского физика Николая Басова.

## Обнаружение и именование
(3599) Басов
Открыт 8 августа 1978 года в Научном Н. С. Черных.
Назван в честь современного физика Николая Геннадьевича Басова — лауреата Нобелевской премии и одного из основателей квантовой электроники.
Оригинальный текст (англ.)3599 Basov
Discovered 1978-08-08 by Chernykh, N. at Nauchnyj.
Named in honor of the contemporary physicist Nikolaj Gennadievich Basov, Nobel Prize Laureate and one of the founders of quantum electronics.
Источники: DISCOVERY.DB; M.P.C. 22498.

## Орбита

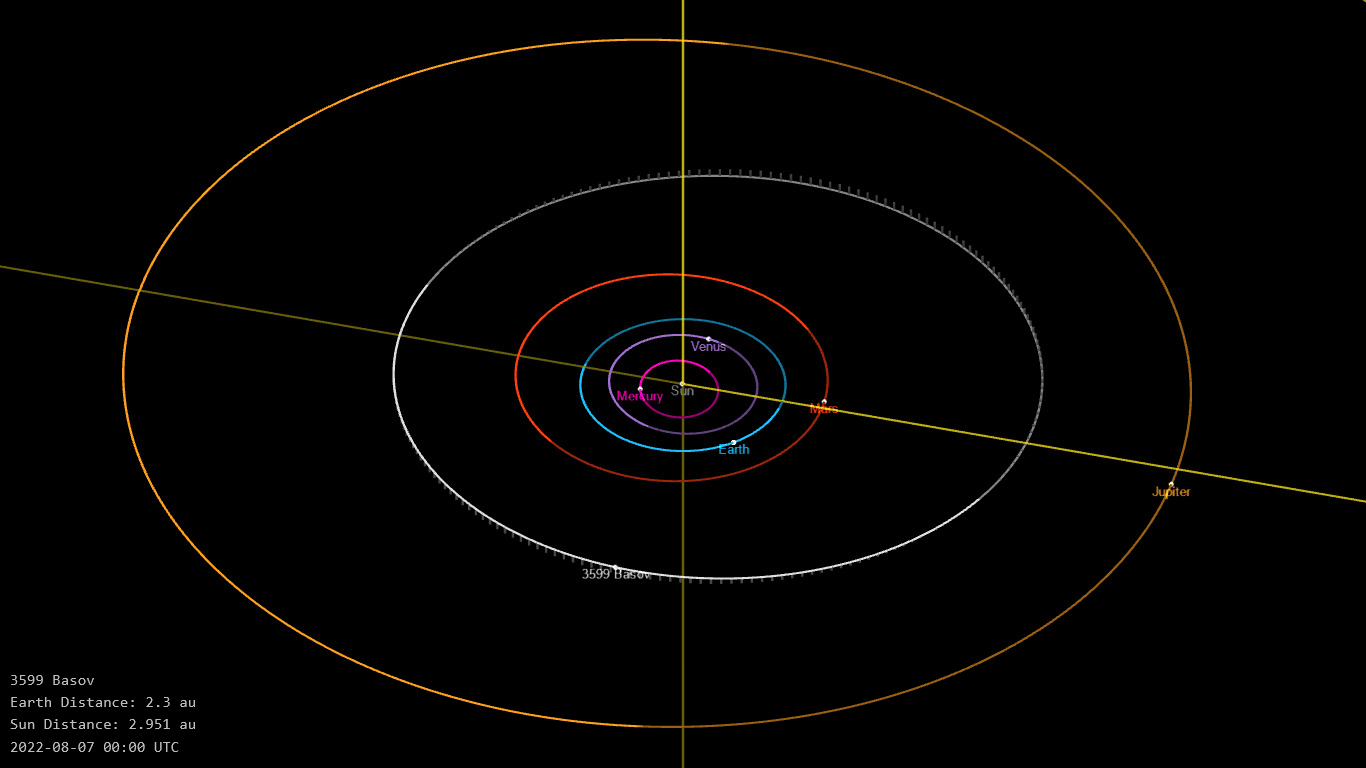
Орбита астероида Басов и его положение в Солнечной системе

## Физические характеристики
Астероид относится к таксономическому классу C.
По результатам наблюдений в видимом и ближнем инфракрасном диапазоне космического телескопа NEOWISE и наблюдений в инфракрасном диапазоне спутника Akari диаметр астероида сначала оценивался равным 19,136±0,165 км, позже — 18,55±1,43 км, 14,85±4,41 км, 18,087±0,141 км. Согласно тем же источникам альбедо оценивается как 0,0637±0,0052, 0,099±0,016, 0,08±0,07, 0,086±0,023.